# 莱恩·汉弗雷
莱恩·阿什利·汉弗雷（英語：Ryan Ashley Humphrey，1979年7月24日—），为美国职业篮球运动员。他在2002年的NBA选秀中第1轮第19顺位被犹他爵士选中。